# Södermanlands runinskrifter 18
Södermanlands runinskrifter 18 är ett försvunnet vikingatida runstensfragment som funnits i Hölö kyrka, Hölö socken och Södertälje kommun. Runstensfragmentet har suttit i kyrkoväggen men saknats sedan åtminstone 1866. Dess mått är 71 gånger 60 centimeter.

## Inskriften
Translitterering av runraden:
[... litu bum rita eft... ... ...al sin akun iu marki ʀi : ki... ... ...l stanta : stai... ...]
Normalisering till runsvenska:
... letu kumbl retta æft[iʀ] ... ... sinn. Hakon hio mærki. ... gi[ærði]. [Her ska]l standa stæi[nn] ...
Översättning till nusvenska:
... lät uppresa minnesmärket efter ... sin ... Håkon högg märket ... gjorde(?) ... [Här] skall stenen stå ...
En alternativ runtolkning finns i Sveriges runinskrifter. Den tolkningen menar att Hakon och Gere tillsammans huggit stenen:

"N.N. läto kummel resa efter sin (husk)arl. Hakon högg (run)märkena, Gere gjorde (utsirningen). (Här) skall stenen stå (efter N.N.) ...".